# Grand Prix Monako 2011

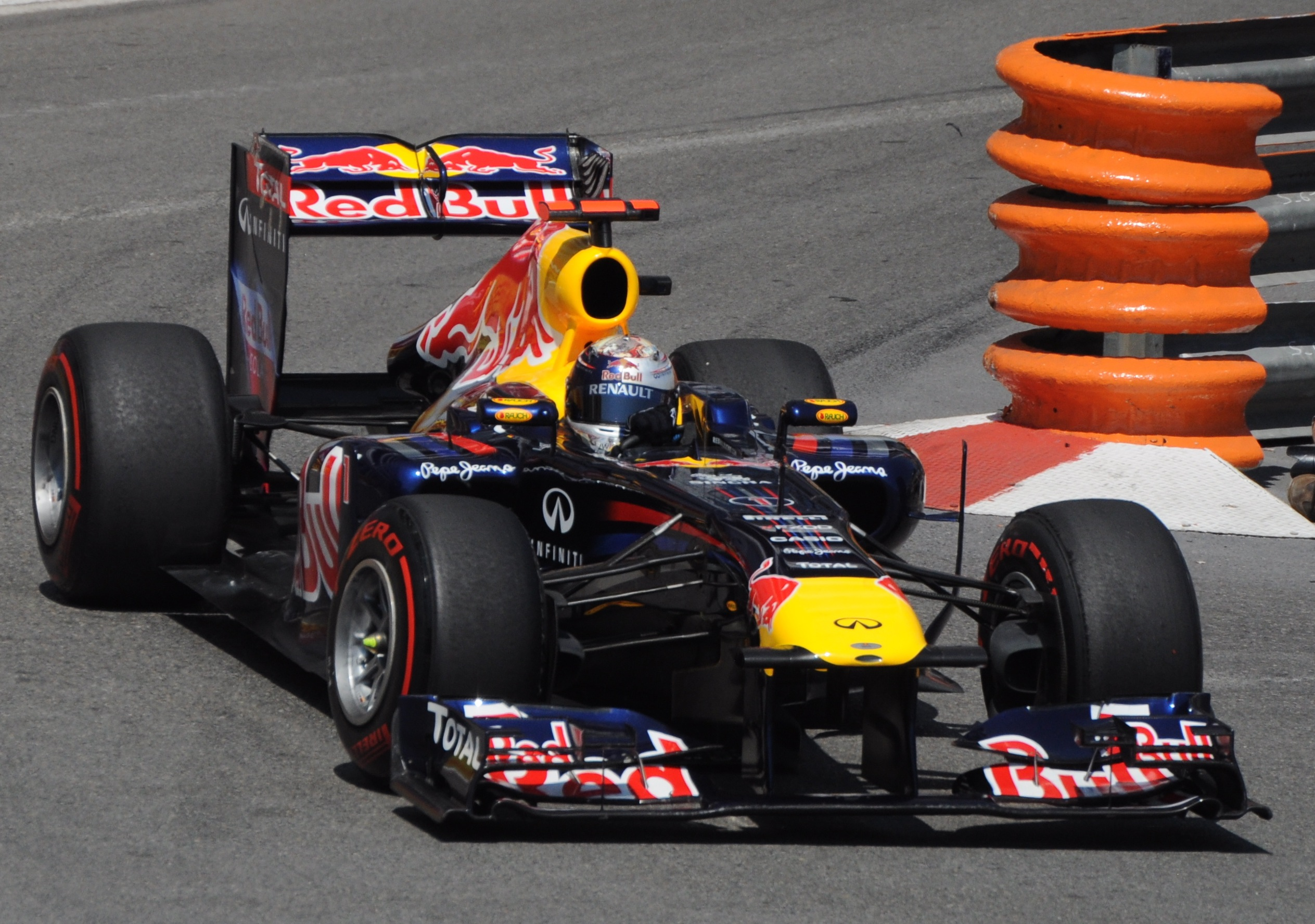
Sebastian Vettel podczas Grand Prix Monako 2011

Grand Prix Monako 2011 – wyścig będący szóstą rundą Mistrzostw Świata Formuły 1 w sezonie 2011. Odbył się w dniach 26, 28–29 maja na torze Circuit de Monaco w Monte Carlo. Było to sześćdziesiąte dziewiąte Grand Prix Monako w historii.
Wyścig zakończył się piątym w sezonie zwycięstwem Niemca Sebastiana Vettela, który startował z pole position. Drugie miejsce zajął Fernando Alonso, a na najniższym stopniu podium stanął Jenson Button.

## Kwalifikacje
W sesji kwalifikacyjnej wzięli udział wszyscy zawodnicy oprócz kierowców HRT – Vitantonio Liuzziego, który rozbił swój bolid podczas treningu i Naraina Karthikeyana mającego problemy z zawieszeniem. Kierowcy używali opon supermiękkich i miękkich. W pierwszej części czasówki najlepszy czas osiągnął Lewis Hamilton (1:15,207), drugi zaś Jenson Button, a trzecią szybkość osiągnął Sebastian Vettel. Do drugiej części nie awansowali Heikki Kovalainen, Jarno Trulli, Jaime Alguersuari, Timo Glock i d’Ambrosio. W Q2 najlepszy okazał się ponownie Hamilton z czasem 1:14,275. W trzeciej części czasówki Sergio Pérez po wyjeździe z tunelu doznał kontaktu z bandą, a następnie jego bolid uderzył bokiem w barierę za Nouvelle Chicane, z prędkością ok. 280 km/h. Kierowca został wydobyty z samochodu przez służby medyczne i przewieziony do szpitala Księżnej Grace, gdzie zdiagnozowano skręcenie uda i wstrząśnienie mózgu. Pojawiła się wówczas czerwona flaga, a kwalifikacje zostały kontynuowane pół godziny po tym zdarzeniu. Pole position zdobył Vettel wykonując okrążenie w czasie 1:13,556.

## Lista startowa
Na niebieskim tle kierowcy biorący udział jedynie w czwartkowych treningach
| Nr | Kierowca           | Zespół                       | Samochód            | Silnik               | Opony |
| -- | ------------------ | ---------------------------- | ------------------- | -------------------- | ----- |
| 1  | Sebastian Vettel   | Red Bull Racing              | Red Bull RB7        | Renault RS27-2011    | P     |
| 2  | Mark Webber        | Red Bull Racing              | Red Bull RB7        | Renault RS27-2011    | P     |
| 3  | Lewis Hamilton     | Vodafone McLaren Mercedes    | McLaren MP4-26      | Mercedes-Benz FO108Y | P     |
| 4  | Jenson Button      | Vodafone McLaren Mercedes    | McLaren MP4-26      | Mercedes-Benz FO108Y | P     |
| 5  | Fernando Alonso    | Scuderia Marlboro Ferrari    | Ferrari 150° Italia | Ferrari 056          | P     |
| 6  | Felipe Massa       | Scuderia Marlboro Ferrari    | Ferrari 150° Italia | Ferrari 056          | P     |
| 7  | Michael Schumacher | Mercedes GP Petronas F1 Team | Mercedes MGP W02    | Mercedes-Benz FO108Y | P     |
| 8  | Nico Rosberg       | Mercedes GP Petronas F1 Team | Mercedes MGP W02    | Mercedes-Benz FO108Y | P     |
| 9  | Nick Heidfeld      | Lotus Renault GP Team        | Renault R31         | Renault RS27-2011    | P     |
| 10 | Witalij Pietrow    | Lotus Renault GP Team        | Renault R31         | Renault RS27-2011    | P     |
| 11 | Rubens Barrichello | AT&T WilliamsF1 Team         | Williams FW33       | Cosworth CA2011      | P     |
| 12 | Pastor Maldonado   | AT&T WilliamsF1 Team         | Williams FW33       | Cosworth CA2011      | P     |
| 14 | Adrian Sutil       | Force India Formula One Team | Force India VJM04   | Mercedes-Benz FO108Y | P     |
| 15 | Paul di Resta      | Force India Formula One Team | Force India VJM04   | Mercedes-Benz FO108Y | P     |
| 16 | Kamui Kobayashi    | Sauber F1 Team               | Sauber C30          | Ferrari 056          | P     |
| 17 | Sergio Pérez       | Sauber F1 Team               | Sauber C30          | Ferrari 056          | P     |
| 18 | Sébastien Buemi    | Scuderia Toro Rosso          | Toro Rosso STR6     | Ferrari 056          | P     |
| 19 | Daniel Ricciardo   | Scuderia Toro Rosso          | Toro Rosso STR6     | Ferrari 056          | P     |
| 19 | Jaime Alguersuari  | Scuderia Toro Rosso          | Toro Rosso STR6     | Ferrari 056          | P     |
| 20 | Heikki Kovalainen  | Team Lotus                   | Lotus T128          | Renault RS27-2011    | P     |
| 21 | Jarno Trulli       | Team Lotus                   | Lotus T128          | Renault RS27-2011    | P     |
| 22 | Narain Karthikeyan | HRT F1 Team                  | Hispania F111       | Cosworth CA2011      | P     |
| 23 | Vitantonio Liuzzi  | HRT F1 Team                  | Hispania F111       | Cosworth CA2011      | P     |
| 24 | Timo Glock         | Marussia Virgin Racing       | Virgin MVR-02       | Cosworth CA2011      | P     |
| 25 | Jérôme d’Ambrosio  | Marussia Virgin Racing       | Virgin MVR-02       | Cosworth CA2011      | P     |
| Nr | Kierowca           | Zespół                       | Samochód            | Silnik               | Opony |

## Wyniki

### Sesje treningowe
| Sesja | Nr | Kierowca         | Konstruktor     | Czas     | Okr. |
| ----- | -- | ---------------- | --------------- | -------- | ---- |
| 1     | 2  | Sebastian Vettel | Red Bull Racing | 1:16,619 | 25   |
| 2     | 5  | Fernando Alonso  | Ferrari         | 1:15,123 | 42   |
| 3     | 5  | Fernando Alonso  | Ferrari         | 1:14,433 | 18   |

### Kwalifikacje
Źródło: Wyprzedź Mnie!
| Poz. | Nr | Kierowca           | Konstruktor          | Q1       | Q2       | Q3       | Poz. s. |
| --- | --- | ------------------ | -------------------- | -------- | -------- | -------- | ------- |
| 1 | 1 | Sebastian Vettel   | Red Bull-Renault     | 1:15,606 | 1:14,277 | 1:13,556 | 1       |
| 2 | 4 | Jenson Button      | McLaren-Mercedes     | 1:15,397 | 1:14,545 | 1:13,997 | 2       |
| 3 | 2 | Mark Webber        | Red Bull-Renault     | 1:16,087 | 1:14,742 | 1:14,019 | 1       |
| 4 | 5 | Fernando Alonso    | Ferrari              | 1:16,051 | 1:14,569 | 1:14,483 | 4       |
| 5 | 7 | Michael Schumacher | Mercedes             | 1:16,092 | 1:14,981 | 1:14,682 | 5       |
| 6 | 6 | Felipe Massa       | Ferrari              | 1:16,309 | 1:14,648 | 1:14,877 | 6       |
| 7 | 3 | Lewis Hamilton     | McLaren-Mercedes     | 1:15,207 | 1:14,275 | 1:15,280 | 9       |
| 8 | 8 | Nico Rosberg       | Mercedes             | 1:15,858 | 1:14,741 | 1:15,766 | 7       |
| 9 | 12 | Pastor Maldonado   | Williams-Cosworth    | 1:15,819 | 1:15,545 | 1:16,528 | 8       |
| 10 | 17 | Sergio Pérez       | Sauber-Ferrari       | 1:15,918 | 1:15,482 | –        | NW      |
| 11 | 10 | Witalij Pietrow    | Renault              | 1:16,378 | 1:15,815 | –        | 10      |
| 12 | 11 | Rubens Barrichello | Williams-Cosworth    | 1:16,616 | 1:15,826 | –        | 11      |
| 13 | 16 | Kamui Kobayashi    | Sauber-Ferrari       | 1:16,513 | 1:15,973 | –        | 12      |
| 14 | 15 | Paul di Resta      | Force India-Mercedes | 1:16,813 | 1:16,118 | –        | 13      |
| 15 | 14 | Adrian Sutil       | Force India-Mercedes | 1:16,600 | 1:16,121 | –        | 14      |
| 16 | 9 | Nick Heidfeld      | Renault              | 1:16,681 | 1:16,214 | –        | 15      |
| 17 | 18 | Sébastien Buemi    | Toro Rosso-Ferrari   | 1:16,358 | 1:16,300 | –        | 16      |
| 18 | 20 | Heikki Kovalainen  | Lotus-Renault        | 1:17,343 | –        | –        | 17      |
| 19 | 21 | Jarno Trulli       | Lotus-Renault        | 1:17,381 | –        | –        | 18      |
| 20 | 19 | Jaime Alguersuari  | Toro Rosso-Ferrari   | 1:17,820 | –        | –        | 19      |
| 21 | 24 | Timo Glock         | Virgin-Cosworth      | 1:17,914 | –        | –        | 20      |
| 22 | 25 | Jérôme d’Ambrosio  | Virgin-Cosworth      | 1:18,736 | –        | –        | 21      |
| | 23 | Vitantonio Liuzzi  | HRT-Cosworth         | –        | –        | –        | 22      |
| | 22 | Narain Karthikeyan | HRT-Cosworth         | –        | –        | –        | 23      |
| Poz. | Nr | Kierowca           | Konstruktor          | Q1       | Q2       | Q3       | Poz. s. |
| \| Legenda \| Legenda \| \| ------------------------ \| ---------------------------------------------------------------------------------------------------------------------------------------------------------------------------------------------------------------------------------------------------------------- \| \| Poz. Nr Q1 Q2 Q3 Poz. s. \| Pozycja zajęta w sesji kwalifikacyjnej Numer startowy kierowcy Wynik uzyskany w pierwszej części kwalifikacji Wynik uzyskany w drugiej części kwalifikacji Wynik uzyskany w trzeciej części kwalifikacji Pozycja startowa po uwzględnięniu kar, przesunięć, itp. \| | |                    |                      |          |          |          |         |
| Legenda | |                    |                      |          |          |          |         |
| Poz. Nr Q1 Q2 Q3 Poz. s. | Pozycja zajęta w sesji kwalifikacyjnej Numer startowy kierowcy Wynik uzyskany w pierwszej części kwalifikacji Wynik uzyskany w drugiej części kwalifikacji Wynik uzyskany w trzeciej części kwalifikacji Pozycja startowa po uwzględnięniu kar, przesunięć, itp. |                    |                      |          |          |          |         |

### Wyścig
Źródło: Wyprzedź Mnie!
| P                 | + / –     | Nr | Kierowca           | Konstruktor          | Okr. | Czas / Strata                | Komentarz |
| ----------------- | --------- | -- | ------------------ | -------------------- | ---- | ---------------------------- | --------- |
| 1                 | Bez zmian | 1  | Sebastian Vettel   | Red Bull-Renault     | 78   | 2h09m38,373                  |           |
| 2                 | 2         | 5  | Fernando Alonso    | Ferrari              | 78   | +0:01,138                    |           |
| 3                 | 1         | 4  | Jenson Button      | McLaren-Mercedes     | 78   | +0:02,378                    |           |
| 4                 | 1         | 2  | Mark Webber        | Red Bull-Renault     | 78   | +0:23,101                    |           |
| 5                 | 7         | 16 | Kamui Kobayashi    | Sauber-Ferrari       | 78   | +0:26,916                    |           |
| 6                 | 3         | 3  | Lewis Hamilton     | McLaren-Mercedes     | 78   | +0:47,210                    | [ 10 ]    |
| 7                 | 7         | 14 | Adrian Sutil       | Force India-Mercedes | 77   | +1 okr.                      |           |
| 8                 | 7         | 9  | Nick Heidfeld      | Renault              | 77   | +1 okr. (03,789)             |           |
| 9                 | 2         | 11 | Rubens Barrichello | Williams-Cosworth    | 77   | +1 okr. (10,436)             |           |
| 10                | 6         | 18 | Sébastien Buemi    | Toro Rosso-Ferrari   | 77   | +1 okr. (00,502)             |           |
| 11                | 4         | 8  | Nico Rosberg       | Mercedes             | 76   | +2 okr.                      |           |
| 12                | 1         | 15 | Paul di Resta      | Force India-Mercedes | 76   | +2 okr. (01,790)             | [ 11 ]    |
| 13                | 5         | 21 | Jarno Trulli       | Lotus-Renault        | 76   | +2 okr. (23,595)             |           |
| 14                | 3         | 20 | Heikki Kovalainen  | Lotus-Renault        | 76   | +2 okr. (00,439)             |           |
| 15                | 6         | 25 | Jérôme d’Ambrosio  | Virgin-Cosworth      | 75   | +3 okr.                      |           |
| 16                | 7         | 23 | Vitantonio Liuzzi  | HRT-Cosworth         | 75   | +3 okr. (03,265)             |           |
| 17                | 5         | 22 | Narain Karthikeyan | HRT-Cosworth         | 74   | +4 okr.                      |           |
| 18                | 10        | 12 | Pastor Maldonado   | Williams-Cosworth    | 73   | kolizja z Hamiltonem         |           |
| Niesklasyfikowani |           |    |                    |                      |      |                              |           |
|                   |           | 10 | Witalij Pietrow    | Renault              | 67   | wypadek                      |           |
|                   |           | 19 | Jaime Alguersuari  | Toro Rosso-Ferrari   | 66   | wypadek                      |           |
|                   |           | 6  | Felipe Massa       | Ferrari              | 32   | wypadek                      |           |
|                   |           | 7  | Michael Schumacher | Mercedes             | 32   | silnik                       |           |
|                   |           | 24 | Timo Glock         | Virgin-Cosworth      | 30   | zawieszenie                  |           |
| Nie wystartowali  |           |    |                    |                      |      |                              |           |
|                   |           | 17 | Sergio Pérez       | Sauber-Ferrari       |      | wypadek podczas kwalifikacji |           |
| P                 | + / –     | Nr | Kierowca           | Konstruktor          | Okr. | Czas / Strata                | Komentarz |

### Najszybsze okrążenie
Źródło: Wyprzedź Mnie!
| Nr | Kierowca    | Konstruktor      | Czas     | Okr. |
| -- | ----------- | ---------------- | -------- | ---- |
| 2  | Mark Webber | Red Bull-Renault | 1:16,234 | 78   |

## Prowadzenie w wyścigu
| Nr                              | Kierowca         | Okrążenia   | Suma |
| ------------------------------- | ---------------- | ----------- | ---- |
| 1                               | Sebastian Vettel | 1-15, 32-78 | 61   |
| 4                               | Jenson Button    | 16-32       | 16   |
| 5                               | Fernando Alonso  | 15-16       | 1    |
| \| Wykres \| \| ------ \| \| \| |                  |             |      |
| Wykres                          |                  |             |      |
|                                 |                  |             |      |

## Klasyfikacja po wyścigu

### Kierowcy
| P  | +/− | Kierowca           | Starty | Punkty | P1 | P2 | P3 | PP | NO | NS |
| -- | --- | ------------------ | ------ | ------ | -- | -- | -- | -- | -- | -- |
| 1  | 0   | Sebastian Vettel   | 6      | 143    | 5  | 1  | –  | 5  | –  | –  |
| 2  | 0   | Lewis Hamilton     | 6      | 85     | 1  | 2  | –  | –  | 1  | –  |
| 3  | 0   | Mark Webber        | 6      | 79     | –  | 1  | 1  | 1  | 4  | –  |
| 4  | 0   | Jenson Button      | 6      | 76     | –  | 1  | 2  | –  | –  | –  |
| 5  | 0   | Fernando Alonso    | 6      | 69     | –  | 1  | 1  | –  | –  | –  |
| 6  | +1  | Nick Heidfeld      | 6      | 29     | –  | –  | 1  | –  | –  | –  |
| 7  | −1  | Nico Rosberg       | 6      | 26     | –  | –  | –  | –  | –  | 1  |
| 8  | 0   | Felipe Massa       | 6      | 24     | –  | –  | –  | –  | 1  | 2  |
| 9  | 0   | Witalij Pietrow    | 6      | 21     | –  | –  | 1  | –  | –  | 1  |
| 10 | +1  | Kamui Kobayashi    | 6      | 19     | –  | –  | –  | –  | –  | 1  |
| 11 | −1  | Michael Schumacher | 6      | 14     | –  | –  | –  | –  | –  | 2  |
| 12 | +1  | Adrian Sutil       | 6      | 8      | –  | –  | –  | –  | –  | –  |
| 13 | −1  | Sébastien Buemi    | 6      | 7      | –  | –  | –  | –  | –  | –  |
| 14 | +3  | Rubens Barrichello | 6      | 2      | –  | –  | –  | –  | –  | 2  |
| 15 | −1  | Sergio Pérez       | 5      | 2      | –  | –  | –  | –  | –  | 2  |
| 16 | −1  | Paul di Resta      | 6      | 2      | –  | –  | –  | –  | –  | 1  |
| 17 | −1  | Jaime Alguersuari  | 6      | 0      | –  | –  | –  | –  | –  | 2  |
| 18 | 0   | Jarno Trulli       | 6      | 0      | –  | –  | –  | –  | –  | 1  |
| 19 | +1  | Heikki Kovalainen  | 6      | 0      | –  | –  | –  | –  | –  | 2  |
| 20 | −1  | Jérôme d’Ambrosio  | 6      | 0      | –  | –  | –  | –  | –  | 1  |
| 21 | 0   | Pastor Maldonado   | 6      | 0      | –  | –  | –  | –  | –  | 2  |
| 22 | 0   | Timo Glock         | 5      | 0      | –  | –  | –  | –  | –  | 2  |
| 23 | +1  | Vitantonio Liuzzi  | 5      | 0      | –  | –  | –  | –  | –  | 2  |
| 24 | −1  | Narain Karthikeyan | 5      | 0      | –  | –  | –  | –  | –  | 1  |
| P  | +/− | Kierowca           | Starty | Punkty | P1 | P2 | P3 | PP | NO | NS |

### Konstruktorzy
| P  | +/− | Konstruktor          | Starty | Punkty | P1 | P2 | P3 | PP | NO | NS |
| -- | --- | -------------------- | ------ | ------ | -- | -- | -- | -- | -- | -- |
| 1  | 0   | Red Bull-Renault     | 12     | 222    | 5  | 2  | 1  | 6  | 4  | –  |
| 2  | 0   | McLaren-Mercedes     | 12     | 161    | 1  | 3  | 2  | –  | 1  | –  |
| 3  | 0   | Ferrari              | 12     | 93     | –  | 1  | 1  | –  | 1  | 2  |
| 4  | 0   | Renault              | 12     | 50     | –  | –  | 2  | –  | –  | 1  |
| 5  | 0   | Mercedes             | 12     | 40     | –  | –  | –  | –  | –  | 3  |
| 6  | 0   | Sauber-Ferrari       | 11     | 21     | –  | –  | –  | –  | –  | 2  |
| 7  | +1  | Force India-Mercedes | 12     | 10     | –  | –  | –  | –  | –  | 1  |
| 8  | −1  | Toro Rosso-Ferrari   | 12     | 7      | –  | –  | –  | –  | –  | 2  |
| 9  | 0   | Williams-Cosworth    | 12     | 2      | –  | –  | –  | –  | –  | 4  |
| 10 | 0   | Lotus-Renault        | 12     | 0      | –  | –  | –  | –  | –  | 3  |
| 11 | 0   | Virgin-Cosworth      | 11     | 0      | –  | –  | –  | –  | –  | 2  |
| 12 | 0   | HRT-Cosworth         | 10     | 0      | –  | –  | –  | –  | –  | 3  |
| P  | +/− | Konstruktor          | Starty | Punkty | P1 | P2 | P3 | PP | NO | NS |